# Crassula dependens
Crassula dependens (лат.) — вид суккулентных растений рода Толстянка (Crassula) семейства Толстянковые (Crassulaceae).

## Название
Родовое латинское название Crassula происходит от латинского слова crassus, — «толстый», в основном из-за присутствия у растений этого рода сочных листьев.
Видовой эпитет dependens в переводе с латинского означает «подвешенный, свисающий», обусловлен особенностью формы роста.

## Ботаническое описание
Многолетний карликовый кустарник представляет собой разветвленное растение с полегающими, тонкими, жилистыми ветвями, достигающими длины до 0,2 м. Ветви сильно разветвлены, обычно покрыты прямостоячими волосовидными сосочками, особенно на молодых ветвях, иногда с отслаивающейся корой на старых ветвях. Листья линейно-ланцетные, размером от 5 до 15 мм в длину и 1–2 мм в ширину (реже 3 мм), острые, сжатые в дорзивентральном направлении или слегка выпуклые сверху или снизу, голые, окрашенные в оттенках от зелёного до коричневого, иногда красного цвета, и не опадающие.

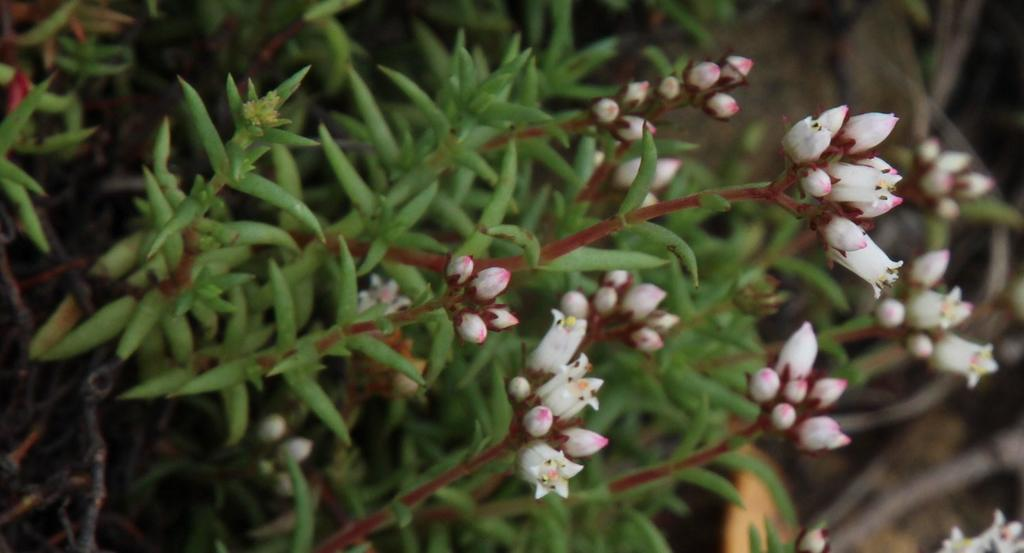
Соцветия

Соцветие представлено дихазиями почти с плоской верхушкой. Цветки образуют небольшое количество или многочисленные цветоносы. Чашечка состоит из узко-треугольных долей, длиной 2–3(4) мм, часто разной длины, голых, ребристых и немного мясистых, зелёных или с красным оттенком. Венчик трубчатый, сросшийся у основания на 0,1–0,2 мм, окрашен в белый или кремовый цвет; лопасти ланцетно-продолговатые, длиной (3)4–5(6) мм, острые, с дорсальным гребнем, загнутые назад. Тычинки с коричневыми пыльниками. Чешуйки поперечно-продолговатые, размером 0,2–0,4 × 0,4–0,6 мм, усечённые или слегка выемчатые, едва суженные, мясистые и окрашены в жёлтый цвет. Время цветения приходится на период с декабря по март.

## Распространение и экология
Родина данного вида охватывает территории Намибии, Лесото и Южно-Африканской Республики, включая Капскую провинцию, Фри-Стейт, Квазулу-Натал и Северные провинции. Обычно обитает на обнажениях скал, на поверхности неглубокой почвы или в расщелинах скал.
В различных регионах выделяются две крайние формы: одна с широкими листьями (2–3 мм) и длиной листового влагалища 1,5–3 мм, другая — с листьями редко шире 1 мм и длиной листового влагалища до 1 мм. В некоторых областях встречаются промежуточные формы между этими двумя.

## Таксономия
Crassula dependens Bolus, первое упоминание в J. Linn. Soc., Bot. 18: 391 (1881).

### Синонимы
Гетеротипные (основанные на разных номенклатурных типах):
- Crassula basutica Schönland
- Crassula griquaensis Schönland
- Crassula harveyi Britten & Baker f.
- Crassula harveyi var. dependens Schönland
- Crassula harveyi var. intermedia Schönland
- Crassula harveyi var. typica Schönland
- Crassula laxa Schönland
- Crassula montis-moltkei Dinter
- Crassula revolvens Haw.
- Creusa revolvens (Haw.) P.V.Heath
- Creusa revolvens var. harveyi (Britten & Baker f.) P.V.Heath
- Creusa revolvens var. intermedia (Schönland) P.V.Heath